# Apisa manettii
Apisa manettii là một loài bướm đêm thuộc phân họ Arctiinae, họ Erebidae.